# The Last Command (1955)
The Last Command (bra A Última Barricada) é um filme de faroeste estadunidense de 1955, dirigido por Frank Lloyd para a Republic Pictures. 
A história é sobre Jim Bowie e a Batalha do Álamo ocorrida em 1836. Filmado em Trucolor, foi uma produção bastante cara para o estúdio, especializado em filmes de baixo orçamento, que tentou explorar o sucesso dos filmes de Davy Crockett lançados na época por Walt Disney.[carece de fontes?]

## Elenco
- Sterling Hayden...Jim Bowie
- Anna Maria Alberghetti...Consuelo de Quesada
- Richard Carlson...William Barret Travis
- Arthur Hunnicutt...Davy Crockett
- Ernest Borgnine...Mike Radin
- J. Carrol Naish...Gen. Antonio Lopez de Santa Ana
- Ben Cooper...Jeb Lacey
- John Russell...Capt. Almaron Dickinson
- Virginia Grey...Madame Dickinson
- Jim Davis...Ben Evans
- Eduard Franz...Lorenzo de Quesada
- Otto Kruger...Stephen F. Austin
- Russell Simpson...Pastor
- Roy Roberts...Dr. Summerfield
- Slim Pickens...Abe
- Hugh Sanders...Sam Houston

## Sinopse
Durante a década de 1830, Jim Bowie é um famoso aventureiro norte-americano que se tornara cidadão mexicano ao se casar com uma espanhola e lutar ao lado do General Santa Ana, a quem considerava um amigo próximo. Ao viajar pelo Texas ele se encontra com colonos norte-americanos que estavam ali atraídos por promessas de terras ofertadas pelo governo, mas que agora estão ressentidos por acharem que seus direitos não estão sendo respeitados e que Santa Ana quer governar o México como um tirano. Apesar de simpatizar com os compatriotas ele causa desconfianças por sua amizade com o general. Bowie retorna a sua região e se encontra com o militar governante, conseguindo que ele liberte Stephen F. Austin, que fora até ali com as reivindicações dos colonos e ficara prisioneiro. Logo a seguir, Bowie fica sabendo que a mulher e o filho morreram de doença que contraíram enquanto ele esteve fora. Desnorteado, vaga pelo país por um tempo até que irrompe a revolução armada contra Santa Ana e ele resolve lutar ao lado dos compatriotas e com isso encontrar seu destino na lendária Batalha do Álamo.

## Produção
O filme foi originariamente concebido para ser produzido e dirigido por John Wayne mas o proprietário da Republic Pictures Herbert Yates queria que o ator fosse apenas o astro, negando-lhe a produção ou direção. Wayne deixou a Republic para formar a  Wayne-Fellows Productions. Cinco anos depois ele interpretaria Davy Crockett e também dirigiria a película de três horas de duração The Alamo, distribuída pela United Artists, e usou muitos dos elementos de The Last Command no roteiro.
A canção-tema de Max Steiner, "Jim Bowie", foi cantada pelo astro da música Gordon MacRae, que naquele ano estrelara o filme Oklahoma!, uma adaptação do famoso musical de Rodgers e Hammerstein.